# Brakawa
Brakawa (biał. Бракава, Brakava; ros. Браково) – wieś na Białorusi, w obwodzie mohylewskim, w rejonie mohylewskim, w sielsowiecie Kniażyce, nad Łachwą.